# فيتا (جبن)
الفِيتة أو الفيتا (باليونانية: φέτα)‏ جبن مملح يصنع من خثارة اللبن، وهي من المطبخ اليوناني. الفيتة هي جبن ناضج سهل التفتت، أبيض اللون، تصنع من حليب الغنم أو من خليط منه مع حليب الماعز، وتصنع جبنه متشابه خارج دول الاتحاد الأورربي وعادة تكون في شكل مقطع أو كتل مصنعة من لبن الأبقار ذات نسيج محبب قليلاً يطلق عليه جبنة فيتة أحياناً. ويُستخدم كجبن مائدة وكذلك في السلطات (كما في السلطة اليونانية)، وفي المعجنات وفي الخبز، لا سيما في الأطباق الشهيرة القائمة على النباتات وفطائر سباناكوبيتا (spanakopita) («فطيرة السبانخ») وتيروبيتا («فطيرة الجبن») جنبًا إلى جنب مع زيت الزيتون والخضراوات. ويمكن أيضًا تقديمها وهي مطبوخة أو مشوية، كجزء من الشطائر (السندويتشات) أو كبديل مالح لأنواع الجبن الأخرى في مجموعة متنوعة من الأطباق.
ومنذ عام 2002، أصبح جبن فيتة منتجًا محمي المنشأ في الاتحاد الأوروبي. وحسب تشريعات الاتحاد الأوروبي ذات الصلة، فإن الأجبان التي يتم إنتاجها بشكل تقليدي في بعض المناطق باليونان (البر الرئيسي وجزيرة ليسبوس)، والتي يتم صنعها من ألبان الأغنام أو من خليط من ألبان الأغنام والماعز (ما يصل إلى 30%) من نفس المنطقة هي فقط التي يمكن أن تحمل اسم «فيتة». ومع ذلك، توجد أجبان مالحة مماثلة (غالبًا ما تُسمى «الجبنة البيضاء» في مختلف اللغات) في شرق البحر الأبيض المتوسط والبحر الأسود. والأجبان البيضاء المالحة المماثلة التي يتم إنتاجها خارج الاتحاد الأوروبي غالبًا ما يتم صنعها جزئيًا أو كليًا من ألبان الأبقار، وفي بعض الأحيان تسمى «فيتة».

## الوصف
فيتة هي جبن مالح أبيض وناعم بها ثقوب صغيرة وقطع قليلة وليس به قشور. وعادة ما تتكون من كتل كبيرة يتم غمرها في محلول ملحي. وتتمتع بنكهة مميزة ومالحة، تتراوح من المتوسطة إلى الحادة. الرطوبة القصوى لها هي 56%، والحد الأدنى من نسبة الدهون في المادة الجافة هي 43% وعادة ما تتراوح الحموضة من 4.4 إلى 4.6.

## الإنتاج
يتم تمليح وتخثير فيتة في محلول ملحي (وفقًا للمياه أو شرش اللبن) لعدة أشهر. وعند إخراجها من المحلول الملحي، فإنها تجف بسرعة.
ويتم صنعها من لبن الماعز أو الأغنام. ولكن في ظل ضيق الوقت حاليًا فإنها غالبًا ما تنتج تجاريًا باستخدام حليب البقر المبستر. ويتم فصل الحليب الرائب مع المنفحة ويُترك حتى يجف في قالب أو كيس خاص. وبعد ذلك، يتم تقطيعها إلى شرائح كبيرة وتمليحها ثم تعبئتها في براميل مملوءة بالمحلول الملحي.

## أصول تاريخية
تم تسجيل جبن فيتة لأول مرة في الإمبراطورية البيزنطية under the name πρόσφατος (prósphatos، «حديث»، أي طازج)، وارتبط على نحو محدد بكريت. ويصف أحد الزائرين الإيطاليين إلى كانديا في عام 1494 تخزينها في المحلول الملحي بوضوح.
وتأتي الكلمة اليونانية "feta" من الكلمة الإيطالية fetta («شرائح»). وقد أدخلت إلى اللغة اليونانية في القرن السابع عشر. وتختلف الآراء بشأن ما إذا كانت تشير إلى طريقة تقطيع الجبنة إلى شرائح لتقديمها في طبق أو بسبب ممارسة تقطيعها إلى شرائح لوضعها في البراميل.[بحاجة لمصدر]

## الشهادات
بعد معركة قانونية طويلة مع الدنمارك، التي أنتجت جبنًا بنفس الاسم باستخدام حليب الأبقار المبيض صناعيًا، أصبح اسم «فيتة» يتمتع بحماية المنشأ (PDO) منذ يوليو 2002، وهو ما يقصر المصطلح داخل الاتحاد الأوروبي على فيتة المصنوعة بشكل حصري من حليب الأغنام/الماعز في اليونان.
ووفقًا للجنة، فإن التنوع البيولوجي للأراضي إلى جانب السلالات الخاصة من الأغنام والماعز المستخدمة لإنتاج اللبن هو ما يعطي جبن فيتة رائحة ونكهة خاصة.
وعند الحاجة إلى وصف تقليد جبن فيتة، يتم استخدام أسماء مثل «جبن السلطة» و«الجبن الشبيه بالجبن اليوناني». ومنحت المفوضية الأوروبية الدول الأخرى خمس سنوات لإيجاد اسم جديد لجبن «فيتة» الخاص بهم، أو إيقاف الإنتاج. وبسبب قرار الاتحاد الأوروبي، قامت شركة الألبان الدنماركية آرلا فودز بتغيير اسم المنتج إلى أبيتينا (apetina).

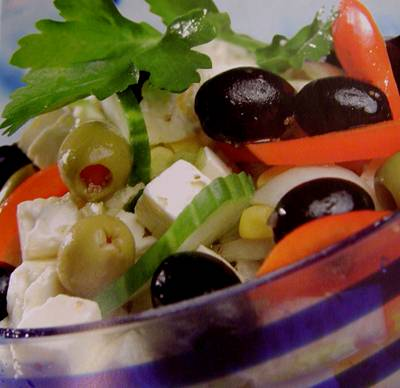
السلطة اليونانية. يتم غالبًا تقطيع جبن فيتة، المنتج التقليدي، إلى شرائح في مكعبات صغيرة أو قطع مفتتة.

## الأجبان المماثلة في جميع أنحاء العالم
يمكن إيجاد أجبان مماثلة في:
- ألبانيا (djath i bardhë أو djath i gjirokastrës)
- بلغاريا (бяло сирене، bjalo سيريني، جبن أبيض)
- مصر (الدمياطي)؛ السودان (جبنة بيضاء)
- فنلندا (salaattijuusto، جبن السلطة)
- دورجيا (ყველი ، kveli, جبن)
- إيران (جبنة ليقوان)
- إسرائيل (gvina bulgarit, lit. الجبن البلغاري)
- إيطاليا (casu 'e fitta سردينيا)
- جمهورية مقدونيا (бело сирење, belo سيريني، جبن أبيض)
- لبنان (جبنة بلغارية. الجبن البلغاري)
- بولندا (bryndza)
- رومانيا (brânză telemea)
- روسيا (брынза, brynza)
- الصرب (сир, سيريني)
- تركيا (جبن بياز، جبن أبيض)
- أوكرانيا (бринза, brynza)

## كتابات أخرى
- Dalby، Andrew (1997). Siren feasts: a history of food and gastronomy in Greece. New York: Routledge. ISBN:0-415-11620-1. OCLC:150826555.
- Polychroniadou-Alichanidou، A. (2004). "Handbook of Food and Beverage Fermentation Technology". DOI:10.1201/9780203913550.ch13. ISBN:978-0-8247-4780-0. {{استشهاد بدورية محكمة}}: الاستشهاد بدورية محكمة يطلب |دورية محكمة= (مساعدة) والوسيط |الفصل= تم تجاهله (مساعدة)

## وصلات خارجية
- Feta registered as Protected Designation of Origin
- Fetamania - Feta's history, production and conservation methods, and recipes